# Christian Unge
Christian Unge (ur. 13 kwietnia 1972 w Szwecji) – szwedzki lekarz, konsultant medyczny, podcaster i pisarz.

## Życiorys
Studiował nauki humanistyczne na Uniwersytecie Sztokholmskim, obronił pracę licencjacką z psychologii. Następnie studiował medycynę w Instytucie Karolinska, uzyskał dyplom lekarza chorób wewnętrznych. Następnie pracował w Szpitalu Uniwersyteckim Karolinska, wykonywał prace naukowe w zespole Hansa Roslinga. Następnie podjął współpracę z Lekarzami bez Granic i wyjechał do Afryki przebywał w Burundi i Kongu, podczas pobytu w Kenii napisał doktorat o epidemii HIV. Przez wiele lat był autorem popularnego, nieistniejącego już podcastu medycznego Ronden. W 2018 ukazała się jego autobiografia Jeśli będę miał zły dzień, ktoś dziś umrze, w której zastanawia się nad szwedzką organizacją opieki zdrowotnej oraz opisał swoją karierę medyczną. Obecnie pracuje w Szpitalu Danderyd.

## Twórczość
- Uptake, adherence and discontinuation of antiretroviral treatment in the Kibera slum, Nairobi, Kenya (avhandling), Karolinska Institutet (2010) ISBN 978-91-7457-053-3
- Har jag en dålig dag kanske någon dör, Norstedts förlagsgrupp (2018) ISBN 978-91-1-307729-1 (wydanie polskie Jeśli będę miał zły dzień, ktoś dziś umrze Wielka Litera 2019).

### Trylogia afrykańska
- Turkanarapporten, Lind & Co (2012) ISBN 978-91-637-0382-9
- Kongospår, Lind & Co (2014) ISBN 978-91-980543-2-3
- Saharasyndromet, Lind & Co (2016) ISBN 978-91-7461-503-6

### Seria Tekli Berg
- Går genom vatten, går genom eld, Norstedts förlagsgrupp (2019) ISBN 978-91-1-308054-3 (wydanie polskie Przejdź przez wodę, krocz przez ogień Wielka Litera 2020)[4],
- Ett litet korn av sanning, Norstedts förlagsgrupp (2020) ISBN 978-91-1-310219-1 (wydanie polskie Zamieć Wielka Litera 2021)[4],
- Det första skottet, det sista steget, Norstedts förlagsgrupp (2022) ISBN 978-91-1-310212-2

### Ambulans 906 (e-bok)
- Ambulans 906. Till det yttersta, e-bok, Tidens förlag (2019) ISBN 978-91-515-0221-2